# Charlotte Kaminsky
Charlotte Gertrud Maria Kaminsky (* 1. April 1904 in Königsberg; † 31. August 1989 in München) war eine deutsche Stimmbildnerin, Redakteurin und Regisseurin.

## Leben
Charlotte Kaminski war Schwester des Bankiers Walter Kaminsky und wurde später Ehefrau des Dramatikers, Bühnenbildners und Lyrikers Friedrich Kalbfuß.
Sie studierte Gesang in Berlin, trat als Oratoriensängerin auf und wirkte als Pädagogin für Sprecherziehung bei der UFA in Berlin. Nach Kriegsende beteiligte sie sich am Aufbau des Hessischen Rundfunks in Frankfurt am Main, wo sie die erste Programmdirektorin in der Geschichte der Bundesrepublik wurde. Danach wechselte sie zum Bayerischen Rundfunk in München, wo sie als Stimmbildnerin für Radio- und Fernsehansager, Redakteurin und Regisseurin tätig war. Außerdem widmete sie sich der Nachwuchsarbeit.
Sie war Leiterin der von ihrem Bruder gegründeten Walter-Kaminsky-Stiftung, die unter anderem junge Sänger und Sängerinnen unterstützt und Nachwuchs-Förderpreise vergibt. Als Jurorin in Gesangswettbewerben entdeckte sie viele junge Talente und förderte sie, wie z. B. Marjana Lipovšek als eine der prominentesten unter ihren Schülern.

## Werke
- Produktion Diese unsere Welt im Bayerischen Rundfunk